# Team Water
Team Water (stylizované jako #TEAMWATER ) je mezinárodní společná sbírka, kterou založili youtubeři Jimmy „MrBeast“ Donaldson a Mark Rober jako pokračování iniciativ Team Trees a Team Seas. Sbírka plánuje vybrat alespoň 40 milionů dolarů na zajištění čisté pitné vody pro miliony lidí na celém světě. Všechny dary ze sbírky poputují na účet WaterAid, což je nevládní organizace.

## Pozadí
Po úspěchu předchozích sbírek Team Trees a Team Seas – které vybraly přes 50 milionů dolarů na vysazení 20 milionů stromů a odstranění 13 600 tun odpadu z oceánu – se Jimmy „MrBeast“ Donaldson a Mark Rober znovu spojili, aby založili sbírku Team Water. Donaldson si pod svou společností Beast Holdings, LLC 29. srpna 2024 zaregistroval ochrannou známku „#TeamWater“.

## Šíření
Team Water si klade za cíl poskytnout milionům lidí čistou pitnou vodu tím, že do konce srpna 2025 získá 40 milionů dolarů, přičemž 1 dolar poskytuje čistou vodu jedné osobě na 1 rok. Projekt byl spuštěn 1. srpna 2025 v 18 hodin SELČ. Na YouTube vytváří více než 3000 tvůrců s celkovým počtem 3 miliard odběratelů obsah na propagaci této sbírky.

## Status
Ke 14. srpnu 2025 se vybralo přes 30 milionů dolarů (přesněji 30,5 milionu). Mezi největší přispěvatele patří:
| Přispěvatel                         | částka      |
| ----------------------------------- | ----------- |
| Kick.com (Ed Craven, Bijan Tehrani) | 3 000 015 $ |
| Be LOVE Electrolyte                 | 2 800 000 $ |
| CreateRoyaleCR                      | 2 306 998 $ |
| Ken Griffin & Griffin Catalyst      | 2 250 000 $ |
| YouTube & Google                    | 2 000 000 $ |
| Tobi Lütke / Shopify                | 1 500 001 $ |
| TikTok                              | 1 500 000 $ |
| Trainwreckstv                       | 1 499 999 $ |
| finnbags                            | 1 072 173 $ |
| Team Rollbit                        | 1 002 799 $ |
| Great.com & Erik Bergman            | 1 000 000 $ |
| Sophie Rain                         | 1 000 000 $ |